# Gefjon
A la mitologia nòrdica, Gefjon o Gefjun (amb la paraula alternativa Gefion) és una deessa associada amb l'arada, l'illa de Sjælland a Dinamarca, el llegendari rei suec Gylfi, el llegendàri rei danès Skjöldr, la profecia i la virginitat. Gefjon es documenta en la Edda poètica, compilada al segle xiii a partir de fonts tradicionals anteriors, el Edda prosaic i el Heimskringla, escrit al segle xiii per Snorri Sturluson, a l'obra de scaldes, i apareix com un reflex per a diverses deesses grecoromanes a traduccions del Llatí a l'antic nòrdic.
La Edda prosaica i Heimskringla diuen que Gefjon llaurava el que avui és el llac Mälaren, Suècia, i amb aquesta terra va formar l'illa de Sjælland, Dinamarca. A més, la Edda prosaica descriu que no només és Gefjon verge, sinó que tots els que moren verges poden convertir-se en els seus assistents. El Heimskringla diu que Gefjon es va casar amb el llegendari rei danès Skjöldr i que els dos habitaven a Lejre, Dinamarca.
Els erudits han proposat teories sobre l'etimologia del nom de la deessa, les connexions amb la fertilitat i les pràctiques de conreu, les implicacions de les referències a ella com una verge, cinc possibles mencions de la deessa al poema Beowulf en Antic Anglès, i les connexions possibles entre Gefjon i La mare de Grendel i/o les deesses Freyja i Frigg.

## Etimologia
L'etimologia del nom Gefjon ha estat motiu de controvèrsia. En els estudis moderns, l'element Gef- a Gef-jon generalment es van teoritzar en relació amb l'element Gef- en el nom de Gef-n. El nom Gefn és un dels nombrosos noms de la deessa Freyja, i probablement significa "la que dona (la prosperitat o felicitat)". La connexió entre els dos noms s'ha traduït en resultats etimològics de Gefjun, que significa "la que dona". Els noms Gefjun i Gefn estan tots dos relacionats amb els grups de llevadores de l'Alagabiae o Ollogabiae.
Albert Murey Sturtevant assenyala que "l'únic altre nom personal femení que conté el sufix un és Njörun, gravat únicament en el thulur [...], i entre el Kvenna heiti ókend Qualsevol que sigui la síl·laba arrel de Njǫr- representa NER- com a *  Ner-þuz> Njǫrðr), l'addició de N- i un-sufixos sembla proporcionar un paral·lel exacte a Gef-n: Gefj-un (cf. Njǫr-n: Njǫr-un).
En finès, la paraula per "el vestit de núvia, aixovar", pot derivar del nom de Gefjon.

## Documents

### Edda poètic

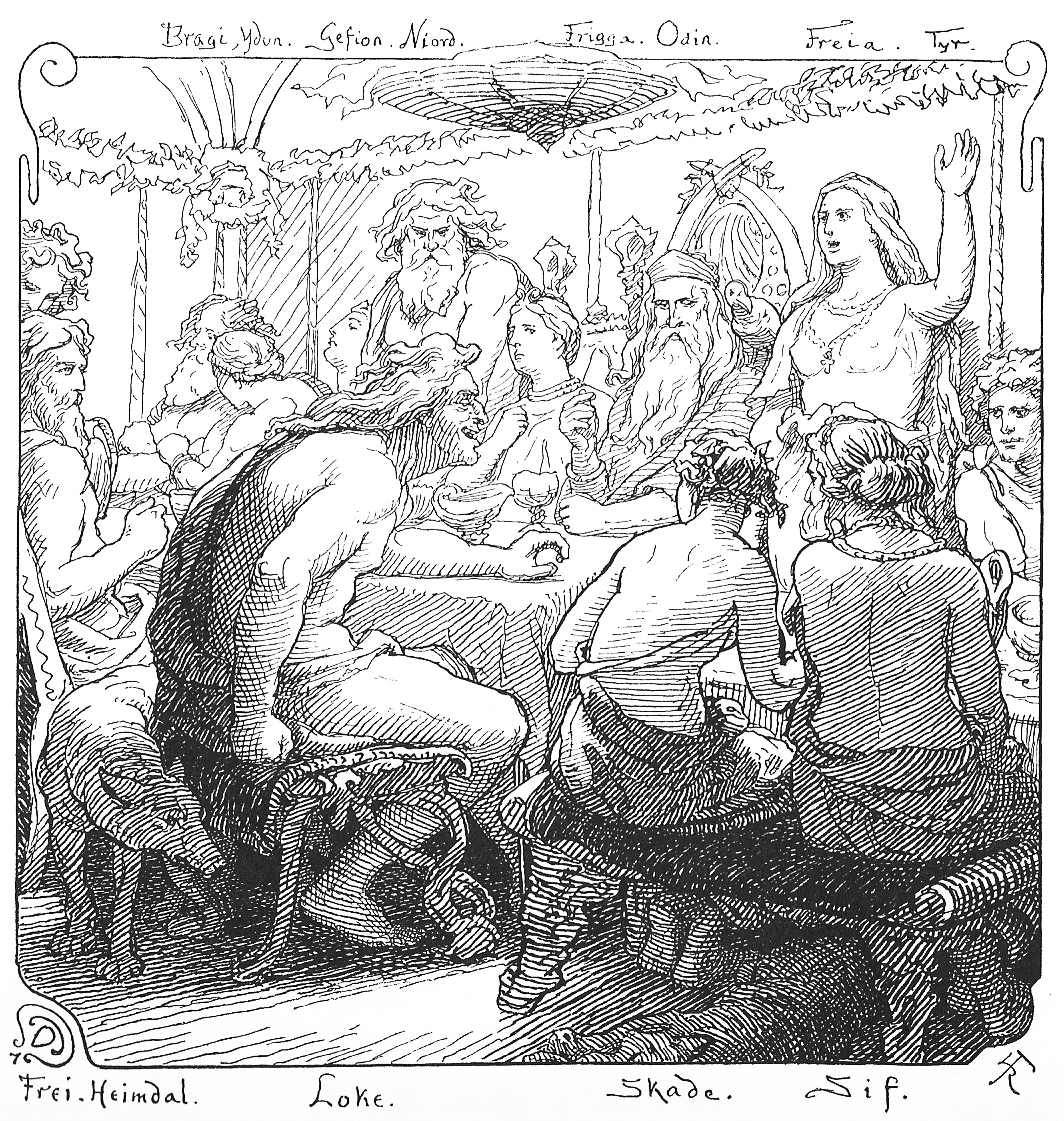
Lokasenna (1895) per Lorenz Frølich

A la Edda poètica, Gefjon apareix només en tres estrofes del poema Lokasenna, on es produeix un intercanvi entre Gefjun i Loki en un banquet, i el déu Odin surt en defensa de Gefjon. Després d'un intercanvi entre Loki i la deessa Iðunn, Gefjon pregunta per què Loki vol portar la negativitat al saló on són els déus reunits:

| Traducció de Benjamin Thorpe: Gefion: Per què voleu, als Æsir d'aquí dins, Referir-vos amb paraules de retret? Lopt no percep que s'enganya, I és instat pel destí. | Traducció de Henry Adams Bellows: Gefjun parlà: "Per què, entre els déus reunits, amb llengües amargues aixeques l'odi? Loki és famós per les seves burles, I els habitants dels cels que odia. |  |

Les dues últimes línies de l'estrofa anterior difereixen en gran manera per la traducció. Henry Adams Bellows comenta que el text manuscrit d'aquestes dues línies és "desconcertant" i que, com a resultat, s'han "modificat lliurement." A l'estrofa que segueix, Loki respon a Gefjon, comentant que un home jove, una vegada li va donar un collaret, i que amb aquest jove Gefjon dormia:

| Loki: Calla, Gefion! Ara vaig a esmentar, Com vas corrompre la ment d'aquell jove que et va donar un collaret, I de com vas lligar-lo amb els teus cordills | Loki parlà: Calla, Gefion! Ara parlaré De com vas portar a la vida corrupte, Al bell jove que et va donar un collaret, I sobre el que ara la teva cama reposa |  |

Intervé Odin, afirmant que Loki ha de ser bastant boig per incórrer en la ira de Gefjon, perquè sap el destí de la humanitat tan bé com el mateix Odin:

| Tu ets boig, Loki! i has perdut el teu enginy, En convocar la ira de Gefion en contra teva; Perquè tots els destins dels homes, Ella sap tan a fons com jo. | Tu ets boig, Loki, i tens molt poc d'enginy, Al despertar la ira de Gefjun; Perquè el destí de tots veu. Així com jo el veig. |

### Edda prosaica

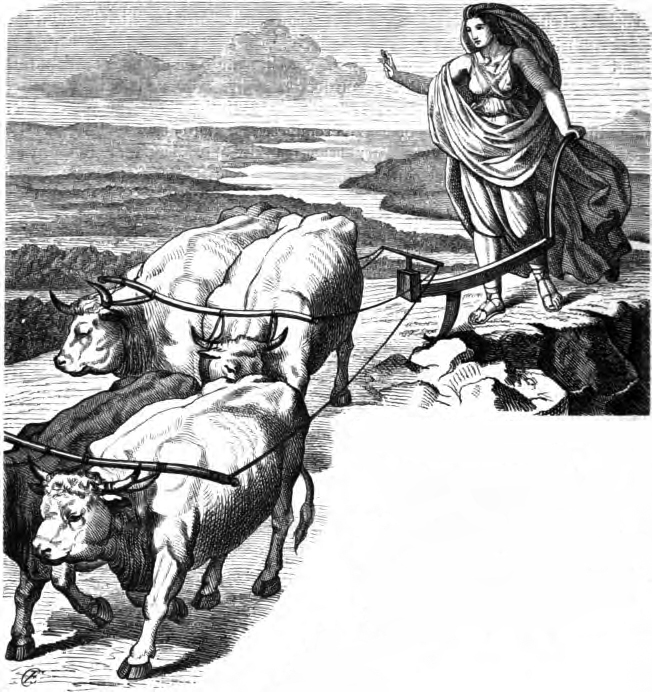
Gefjun llaura Sjealand amb els seus bous (1882) per Karl Ehrenberg.

La Edda prosaica, al llibre Gylfaginning, comença amb un relat en prosa que indica que el rei Gylfi va ser una vegada el governant de "el que ara es diu Suècia", i que es deia que havia donat a "una dona vagabunda, com a recompensa per la seva hospitalitat, una terra per llaurar en el seu regne, tan gran com la que quatre bous poden llaurar en un dia i una nit." Aquesta dona era "de la raça dels 'Æsir", i el seu nom era Gefjun. Gefjun prengué quatre bous de Jötunheimr al nord. Aquests bous eren els fills d'una jötunn (nom indeterminat). L'arada de Gefjun "tallava tan dur i profund que va arrencar la terra, i els bous van assenyalar la terra cap al mar, cap a l'oest i es van aturar amb un cert so." Gefjun poblà la terra, i li va conferir el nom de Sjaelland. La terra havia estat presa d'un llac. Segons Snorri, el llac és ara és conegut com a Llac Mälar, que es troba a Suècia, i les entrades en aquest llac són en paral·lel als caps de Sjaelland. Tanmateix, atès que això és molt més cert referit al llac Vänern, el mite era, probablement, original sobre Vänern, no Mälaren.
Com a referència, el text en prosa presenta una estrofa d'una obra atribuïda a l'scald del segle IX Bragi Boddason:

Gefjun arrossegà de Gylfi,
Amb molt de gust, la terra més enllà del valor.
Que augmentà Dinamarca,
Sorgint vapor dels toros de peus lleugers.
Els bous portaven vuit
Llunes al front i quatre caps,
Transportaven en passar davant
De l'àmplia fissura de l'illa verda

En el capítol 35 del Gylfaginning, la figura entronitzada de l'Alt (Odin) presenta una llista de les deesses. L'Alt presenta Gefjun la quarta, i diu que Gefjun és verge, i tots els que moren com verges poden assistir-la. L'Alt assenyala que, igual que Gefjun, la deessa Fulla és també una verge. En l'inici de la Edda prosaica al llibre Skáldskaparmál, Gefjun figura entre nou deesses que assisteixen a un banquet dels Ægir a l'illa de Hlesey (moderna Læsø, Dinamarca). Al capítol 32, Gefjun figura entre sis deesses que assisteixen a una festa celebrada pels Ægir. Al capítol 75, Gefjun està inclosa en una llista de 27 Ásynjur. A més, Gefjun apareix en un kenning per a la völva Gróa ("ale·Gefjun") emprat per l'scald Þjóðólfr de Hvinir a la composició Haustlöng com s'esmenta en el capítol 17 del Skáldskaparmál.

### Heimskringla

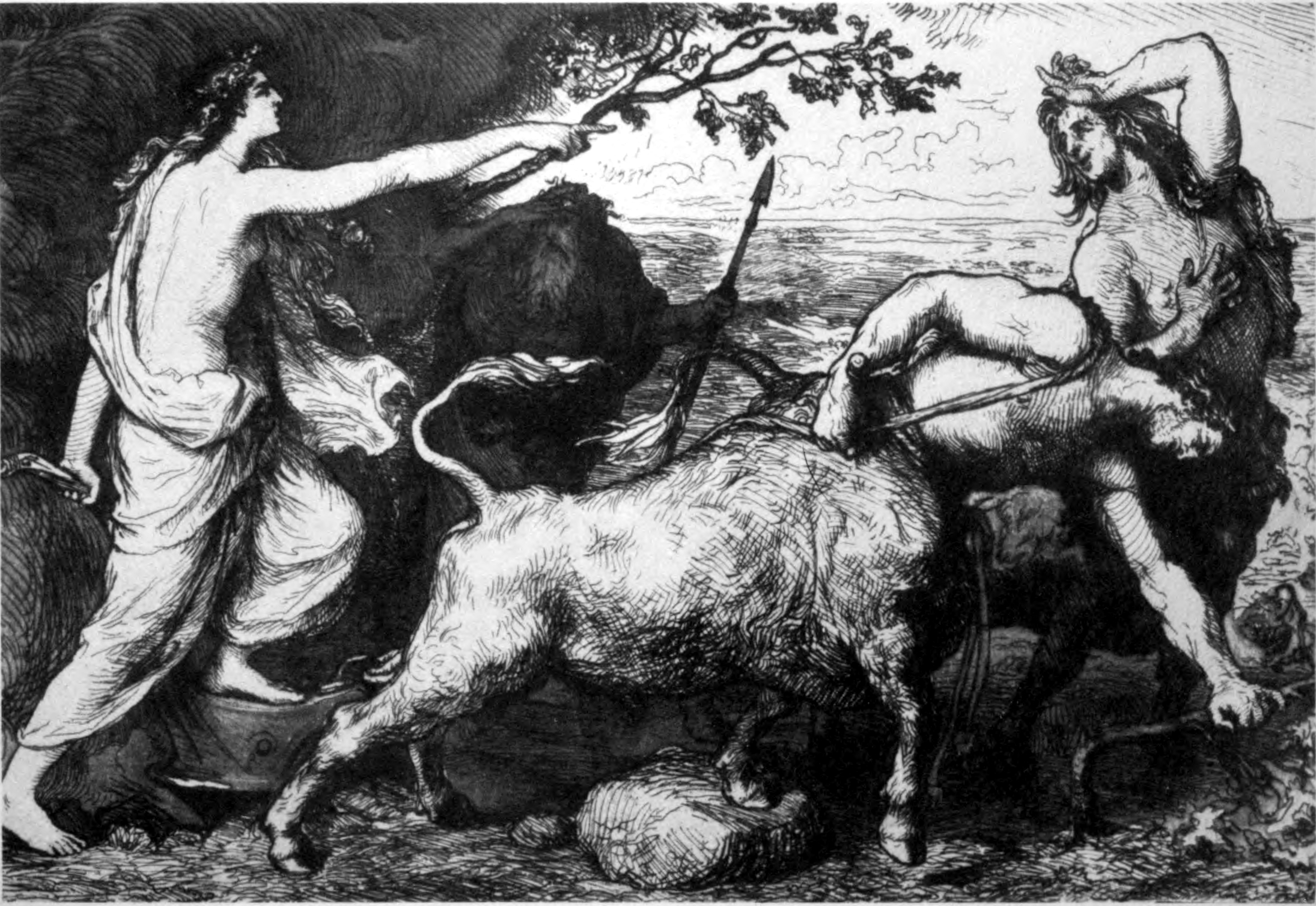
Gefion i el rei Gylphi (1906) per Lorenz Frølich

En el capítol 5 de la saga Ynglinga (com es recull en el Heimskringla), es diu en prosa que Odin va enviar Gefjun d'Odense, Fiònia, al "nord sobre el so per buscar la terra." Allà, va trobar Gefjun el rei Gylfi "i li va donar terra de conreu". Gefjun va anar a la terra de Jötunheimr, i va donar a llum quatre fills a un jötunn (el nom no es proporciona). Gefjun transforma aquests quatre fills en bous, que unit a una arada, i els conduí cap a l'oest del mar, davant Odense. La saga afegeix que aquesta terra que ara es diu Sjælland, i que Gefjun es casà amb Skjöldr (que es descriu aquí com "un fill d'Odin"). Els dos habitaren a Lejre a partir de llavors. Des d'on Gefjun va prendre la terra que formà Sjælland, un llac es va quedar enrere anomenat Lögrinn i els dipòsits de les badies del llac Lögrinn corresponen als promontoris de Sjælland. Això apareix també a la mateixa estrofa utilitzada al Gylfaginning composta per l'scald Bragi Boddason.

### Völsa þáttr
Gefjun jura pel þáttr Völsa þáttr, on la filla d'un thrall (esclau) adora a contracor el penis tallat d'un cavall:

| Old Norse Þess sver eg við Gefjun og við goðin önnur, að eg nauðug tek við nosa rauðum. Þiggi mörnir þetta blæti, en þræll hjóna, þríf þú við Völsa. | Anglès Modern Juro per Gefjun I els altres déus Que en contra de la meva voluntat Toco aquest probòscide vermell. Gegantes de maig Accepteu aquest objecte sagrat, Més ara, esclaus dels meus pares, Agafeu el Volsi! |  |

### Glosses
Gefjon apareix en algunes traduccions nòrdiques antigues d'obres llatines com reflex dels noms de les deesses de la mitologia grecoromana. En diverses obres, entre elles Breta sögur (basada en la Historia Regum Britanniae de Geoffrey de Monmouth), la deessa Diana es glossa com Gefjon. A Stjórn, Gefjon apareix com un reflex de la deessa Afrodita En altres obres, Gefjon glossa les deesses Atena i Vesta.

## Teories

### Conreu, costums populars, paral·lels i la fertilitat

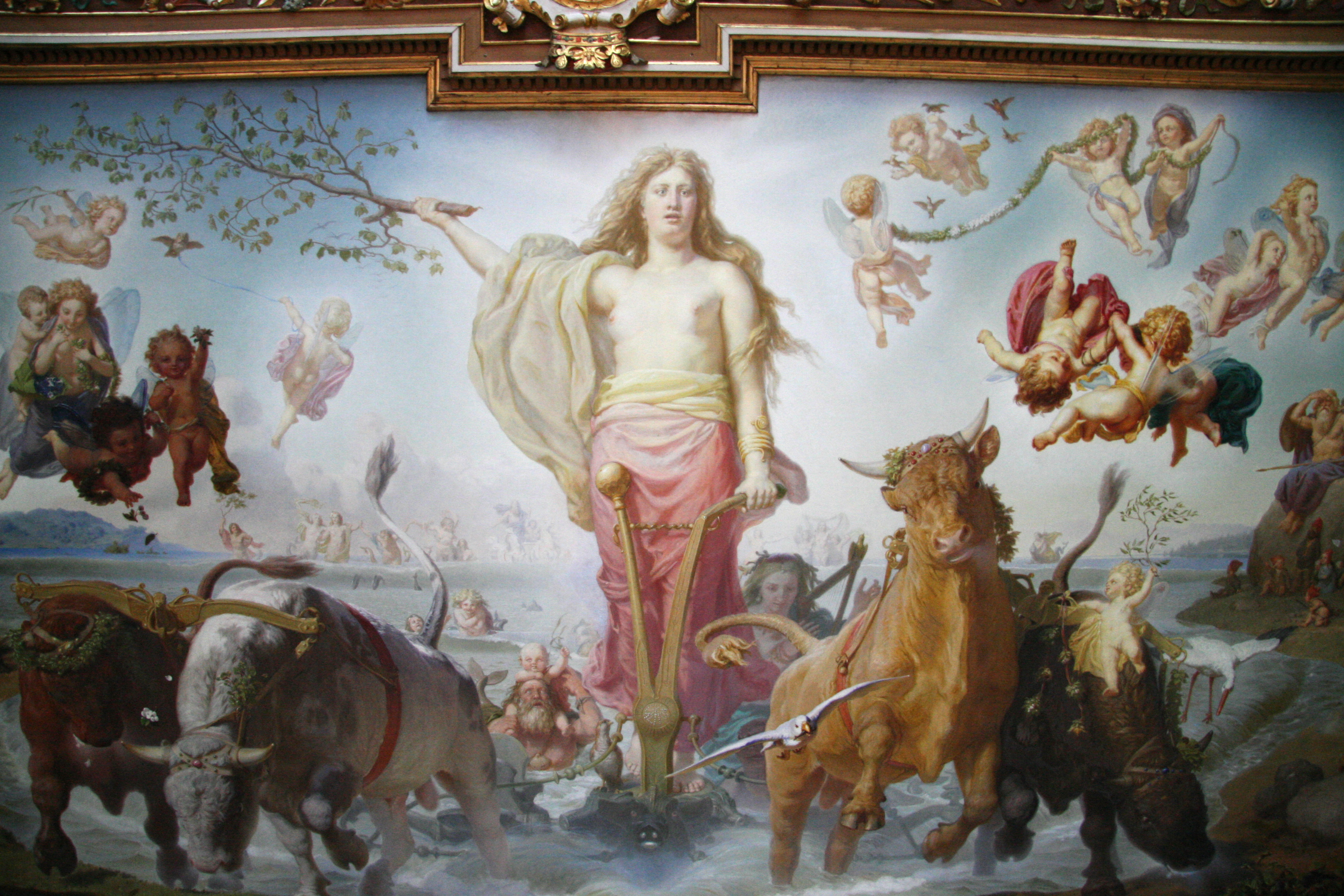
Gefjon llaura la terra de Suècia per Lorenz Frølich

Un tema recurrent en la llegenda i el conte popular es compon d'un home o, més sovint, una dona que té el repte d'obtenir tanta terra com es pot recórrer en un temps limitat. Aquest motiu és testificat per Titus Livi al voltant del segle I AC, i al V DC a Grècia per l'historiador Heròdot, i en els contes populars del nord d'Europa. En sis contes de Jutlàndia, Dinamarca i un a Alemanya una arada s'usa de manera similar com en el relat de Titus Livi, encara que les condicions sovint s'enfronten a peu o a cavall.
Hilda Ellis Davidson assenyala un conte d'Islàndia que compta amb una colona, "el marit de la qual havia mort en el viatge, reclamant un tros de terra sobre la qual la jove conduïa l'arada." Davidson assenyala que al Landnámabók, això es registra com un mètode reconegut perquè una dona reclamés la terra, i dona més detalls del fet que "no pot posseir més del que podia treballar d'aquesta manera entre la sortida i posta de sol en un dia de primavera ". Davidson comenta que "això sona com un ritual de presa de possessió de la terra en lloc d'un requisit legal, com el costum dels homes que encenen focs al prendre terra nova, i és possible que el costum de les dones estava relacionat amb la deessa de la fertilitat." A més, Davidson assenyala que Sjealland és la regió més fèrtil de Dinamarca.
Davidson dona enllaços addicionals entre costums populars registrats al segle xix amb la participació d'arades al nord i est d'Europa a les pràctiques que impliquen Gefjon durant el període pagà. Davidson assenyala que a l'est d'Europa, un costum que es registra a Rússia, on les dones amb els cabells solts i vestides de blanc es reunien i arrossegaven una arada tres vegades al voltant del seu poble durant els brots de malalties greus. A Europa occidental, els rituals d'arada anuals que tenen lloc a Anglaterra i Dinamarca, en preparació per a la sembra de primavera són, a l'est d'Anglaterra, celebrats el Plough Monday després de les vacances de Nadal. Les colles de joves arrosseguen pels voltants una arada, tenint diversos noms. Davidson afirma que "Gefjon amb els seus fills gegants convertits en bous sembla una patrona de cerimònies d'aquest tipus."
Davidson troba elements i paral·lels similars en tradicions no germàniques, com un conte sobre la Dama del Llac de Gal·les registrat al segle xix. En el conte, la Senyora dona a llum a "un ramat de bèsties meravelloses" de l'aigua després que ella consenti en casar-se amb un pagès local. Anys més tard, sense voler trenca les condicions que havia establert. Com a resultat, la Senyora torna al seu estatge sota el llac, i demana el seu bestiar que l'acompanyi, cridant-lo pel seu nom. En una versió de la història, la Verge crida a quatre bous grisos que estaven llaurant en un camp a sis milles de distància. En resposta a la seva crida, els bous arrosseguen l'arada amb ells, i la ferida a la terra que l'arada va produir es deia que era clarament visible.
 
Es va registrar el 1881 que una dona havia afirma recordar que la gent es donaven cita al llac el primer diumenge d'agost, esperant veure si l'aigua bullia com una indicació que la senyora i els seus bous farien acte de presència. Davidson assenyala que "aquí de nou una dona sobrenatural està relacionada tant amb l'aigua com la terra llaurada."
Davidson afirma que a les zones germàniques d'Europa també hi ha tradicions de dones sobrenaturals que viatgen pel camp amb una arada, els exemples inclouen Holde i Holle (de les regions occidental i central d'Alemanya) i Berchte i Perchte a les tradicions de l'alta Alemanya, Suïssa i Àustria. Davidson explica que "amb freqüència es diu que viatjen amb una arada pel camp, d'una manera que recorda el viatge de la deessa de la fertilitat per beneir la terra en els temps pre-cristians, i en aquestes ocasions podrien anar acompanyades d'una sèrie de nens petits, es va suggerir que aquests nens van morir sense batejar, o són descendència humana substituïda pels changeling, però una altra possibilitat és que eren les ànimes dels no nascuts". Detalla Davidson que alguns contes locals compten amb l'arada trencada, la dona sobrenatural obteninit l'ajuda d'un assistent, i la dona sobrenatural donant-li encenalls de fusta, només perquè els encellas és convertisin després en or.
Quant a l'arada i Gefjon, Davidson conclou que "la idea de la presa de l'arada al voltant del camp sembla que fa portar la bona fortuna i la prosperitat, els regals d'una deessa benèvola. Gefjon i la seva arada per tant encaixen en un gran marc del culte d'una deessa associada amb la fertilitat de la terra i l'aigua ".

### Possible alteració del manuscrit Gylfaginning
S'han proposat preguntes de la descripció aparentment contradictòria de Gefjon com una verge al Gylfaginning, així com els testimonis que va tenir relacions sexuals (Lokasenna, Heimskringla) i fins i tot de casar-se (Heimskringla). John Lindow diu que la història de Gefjon/Gylfi a Gylfaginning no es dona en una de les branques dels manuscrits de l'obra, i que "el fet que es reintrodueixi a Gylfi directament després que en els altres manuscrits, suggereix que aquesta que no era una part de Snorri [autor de Edda prosaica i Heimskringla], del text original, però pot haver estat afegit per un escriba posterior." Lindow diu que "si Snorri no el va escriure, hi ha la possibilitat que qui ha afegit la història o bé era conscient d'una associació feta entre Gefjon i la deessa grega Diana (com es diu a la secció "glosses" més amunt)" i ha considerat els déus pagans com dimonis i, per tant, fan una puta de Gefjon". No obstant això, Lindow afegeix que la referència a Gefjon feta per Loki a Lokasenna suggereix que la noció de Gefjon participant en activitats sexuals pot haver estat generalitzada.

### Beowulfi Gabia

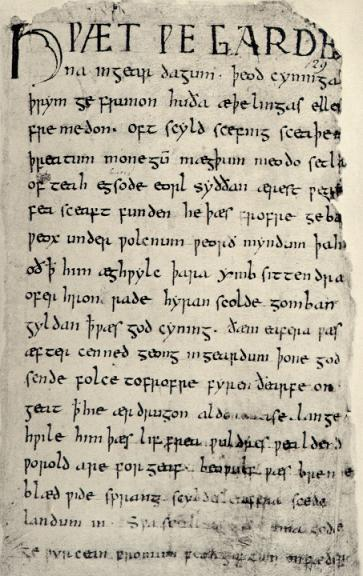
La primera pàgina del manuscrit de Beowulf

Mencions de Gefjon apareixen a Beowulf en cinc versos (línia 49, línia 362, línia 515, línia 1394, i la línia 1690). L'acadèmic Frank Battaglia anomena aquests passatges com "els passatges Gefion" i es pregunta "S'oposa a Beowulf la Deessa de la Terra de l'antiga religió germànica? La possibilitat d'aquesta interpretació segueix al descobriment que el nom Gefion, com el poble danès anomenava a la seva deessa de la terra, pot ocórrer al vell poema anglès cinc vegades" Battaglia teoritza a més que:

Els cinc passatges de Gefion semblen destacar la defensa d'un nou ordre antagònic al culte a la deessa. A la llum del que sembla una declaració elaborada del tema del patriarcat en el poema, el nou ordre també pot haver suposat un canvi en els sistemes de parentiu. Grendel i la seva mare poden presentar-se com tipus de tribus matriarcals anteriors. A més la sala, que és l'objecte de la lluita entre Beowulf i els dos primers monstres poden simbolitzar la consolidació de la nova organització social jeràrquica entre els pobles germànics del nord.

Battaglia diu que si es prenen els passatges que representen Gefjon, gēafon, esmentada a la línia 49, es refereix directament a la tristesa de Gefjon després la mort de Skjöldr (casats als Heimskringla), i que aquí "es podrà, amb certa confiança, arribar a la conclusió que en un poema sobre el funeral de Scyld per a un públic anglo-danesa, la paraula gēafon probablement no podria haver estat utilitzada sense invocar Gefion."
Battaglia postula traduccions per a la línia 362 (Geofenes begang) com "el regne de Gefion," la línia 515 (Geofon ȳðum wēol) com "Gefion brollà de les ones", la línia 1394 (nē on Gyfenes grund, gā þær hē wille) com "no pot (encara) a la terra de Gefion, anar a on ell vol", i la línia 1690 (Gifen gēotende gīgante cyn;) com "Gefion, de la raça dels gegants
L'acadèmic Richard North teoritza que en anglès antic geofon i el nòrdic antic Gefjun i el nom de Freyja Gefn pot tenir un origen comú; gabia una deessa germànica relacionada amb el mar, el seu nom significa "donar".

### Frigg i Freyja
Alguns estudiosos han proposat una connexió entre Gefjun i les deesses Frigg i Freyja a causa de les seves similituds. Näsström Britt-Mari teoritza que Gefjun és simplement un altre aspecte de Freyja, i que "el jove blanc" amb el que Freyja és acusada per Loki d'anar al llit al Gylfaginning pot ser el déu Heimdallr.
Hilda Ellis Davidson diu que "hi ha suficients indicacions que Gefjon representa un aspecte d'una poderosa deessa del nord, la figura que és representada en els mites escandinaus com Frigg, esposa d'Odín, o Freyja, germana del déu de la fertilitat Freyr. Freyja, desitjada pels déus, gegants i nans per igual, va actuar com a distribuïdora de la generositat i inspiradora de l'amor sexual entre homes i dones com l'Afrodita grega." A més, Davidson diu que "com Axel Olrik (1901) va assenyalar fa molt de temps, sabem molt poc sobre Gefion, i és possible que pugui ser identificada amb Frigg i Freyja" i no només a la Edda prosaica podem associar-la amb un regne més enllà de la mort, al Lokasenna Loki diu que Gefion va rebre una joia per part d'un amant, tradició que encaixaria molt bé amb el que sabem de Freyja".
Pel que fa als paral·lels dibuixats entre Freyja i Gefjon proposats pel diàleg a Lokasenna, Rudolf Simek diu que Lokasenna és una "composició tardana i el retret és massa un estereotip per tindre massa d'importància." Simek diu que, malgrat tot, fins i tot si Gefjon no s'ha d'identificar amb Freyja, encara podia ser considerada com "una de les deesses de la fertilitat i la protecció pel significat del seu nom ("la que dona")."

## Influència moderna

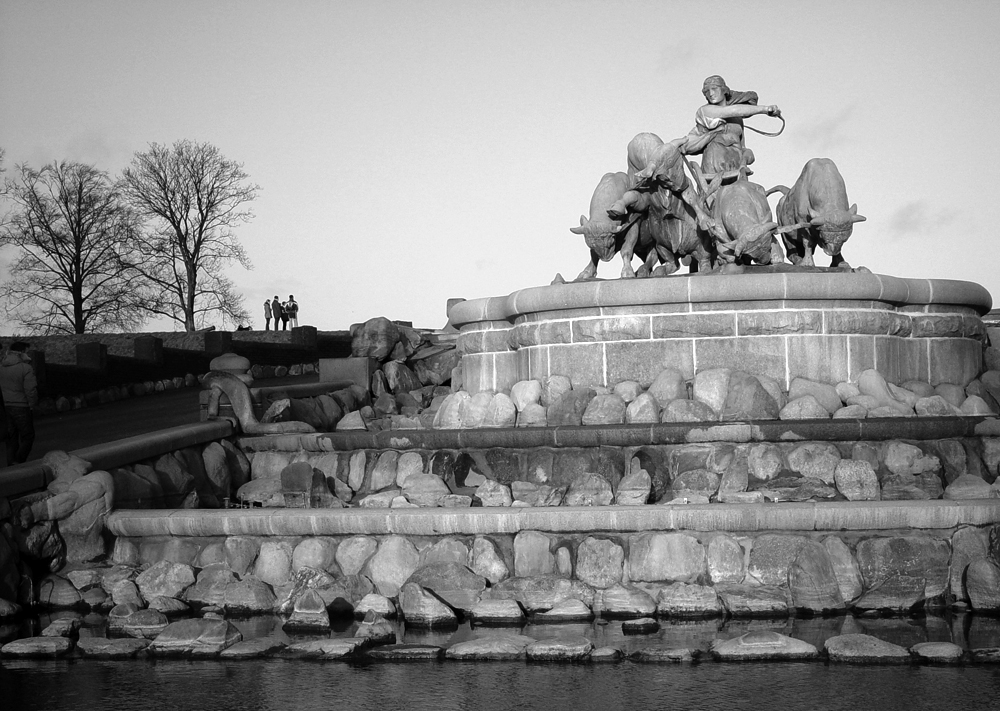
La Font de Gefion (1908) per Anders Bundgård.

Gefjon apareix prominentment com la mare al·legòrica de Noruega, Suècia i Dinamarca a les quaranta pàgines del poema romàntic suec Gefion, un poema en quatre cants per Eleonora de Charlotta Albedyhll (1770–1835). Una font que representa Gefjun condueix els seus fills bous per tirar de la seva arada (La Font de Gefion de 1908, per Anders Bundgaard, es troba a Copenhaguen, Dinamarca, a l'illa de Sjælland, com en el mite La Família de Gefion, una família d'asteroides, i l'asteroide 1272 Gefion, descoberts el 1931 per Karl Wilhelm Reinmuth, deriven els seus noms de la deessa.